# 陳元琰
陳元琰（1512年—？），字仲文，福建福州府懷安縣人，民籍，明朝政治人物。

## 生平
嘉靖二十八年（1549年）己酉科福建鄉試第四十三名。嘉靖二十九年（1550年）庚戌科會試第一百四十六名，登第二甲第十一名進士。歷官户部郎中、撫州府知府，官至楚雄府知府。

## 家族
曾祖陳宗坦；祖父陳聰；父陳良策，封戶部主事。母吳氏（封安人）。具庆下。有兄陳元珂，官至知府、參政。